# Joseph Leidy
Joseph Leidy (9 de setembro de 1823 — 30 de abril de 1891) foi um paleontólogo americano.
Leidy foi professor de anatomia na Universidade da Pensilvânia e, mais tarde, professor de história natural no Swarthmore College. Seu livro Extinct Fauna of Dakota and Nebraska (1869) contém várias espéscies não previamente descritas e muitas ainda desconhecidas do continente norte-americano. Naquela época, a investigação científica era o principal campo de muitos amadores.

## Paleontologia
Leidy (1823-1891) iniciou seus trabalhos sobre fósseis norte-americanos em 1845 discutindo sobre conchas fósseis de moluscos dulcícolas, descobertas em Nova Jersey. No mesmo ano em que publicava estes trabalhos, Leidy era eleito membro da Academy of Natural Sciences of Philadelphia, instituição que presidiu de 1881 a 1891, ano de sua morte, sendo um dos protagonistas da ascensão desta instituição como um centro profissional de pesquisas paleontológicas. Leidy publicou mais de 600 trabalhos durante sua carreira, em áreas como a Medicina e a História Natural, como por exemplo, a Paleontologia, a Anatomia Humana e a Parasitologia, centrando seus esforços, mais intensamente, no estudo dos fósseis de vertebrados americanos. Com a formação médica, adquirida em sua graduação, ele utilizou os métodos da anatomia Ccomparada para examinar, descrever e identificar, por volta de 800 gêneros de organismos pertencentes aos reinos animal, vegetal e protista, um feito que lhe valeu o título informal, atribuído por colegas e biógrafos, de o sucessor natural de Georges Cuvier.  
Como Cuvier, Leidy inciou seus trabalhos acreditando que as espécies eram fixas, ou seja, não evoluíam.  Entretanto quando Charles Darwin publicou suas idéias evolucionistas em seu livro Sobre a origem das espécies em 1859, houve uma pronta adesão de Leidy a elas 